# Johanna Persson
Johanna Persson, född 25 december 1978, är en flerfaldig EM-bronsmästare badmintonspelare från Sverige.
Person tog brons vid 2004 års europeiska badmintonmästerskap i mixed dubbel tillsammans med Fredrik Bergström, vilket innebar Sverige enda medalj.
Persson tävlade i badminton vid olympiska sommarspelen 2004 i mixed dubbel, återigen med Fredrik Bergström. De besegrade Mike Beres och Jody Patrick från Kanada i den första omgången och Sudket Prapakamol och Saralee Thungthongkam från Thailand i den andra. I kvartsfinalen förlorade Persson och Bergström mot Zhang Jun och Gao Ling från Kina med 15-3, 15-1.
Hon tog brons vid 2006 och 2008 års europeiska badminton-VM i damdubbel tillsammans med Elin Bergblom.
Efter att ha lagt av som elitidrottare, driver Persson sedan 2009 projektet Girls of Badminton.
2011 blev Person utsedd till Person of the Year av Badminton Europe.